# Zero Regio

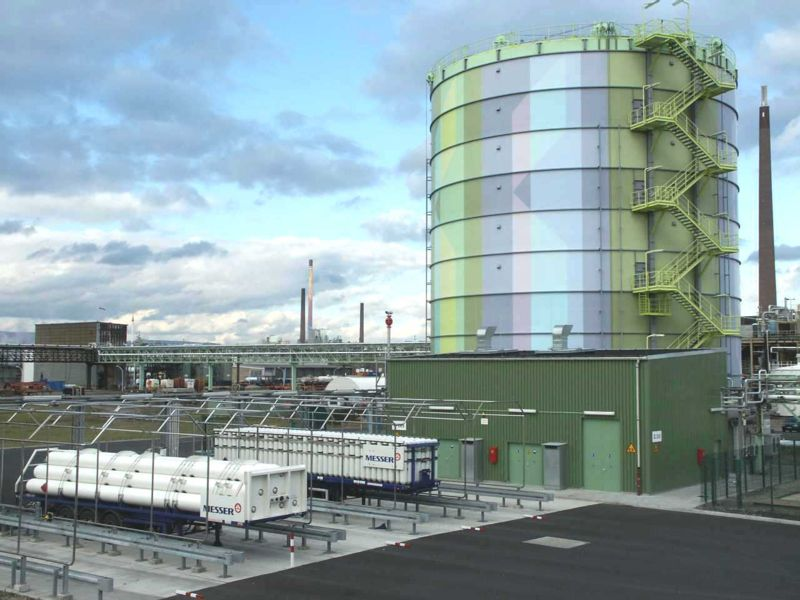
Водневий центр Höchst

Zero Regio — демонстраційний проєкт Європейського Союзу з розвитку водневої інфраструктури у двох регіонах Європи. Zero Regio провадиться в Ломбардії (Італія) і Рейн — Майн (Німеччина).
Фінансує проєкт Європейська комісія в рамках 6-ї Рамкові програми з наукових досліджень та технологічного розвитку (6th Framework Programme). Термін дії проєкту — 5 років.
Мета проєкту — розвиток та демонстрація водневої інфраструктури. На першому етапі проєкту компанія Eni повинна відкрити дві водневі заправні станції.
Офіційний старт Zero Regio відбувся в листопаді 2004 р. з відкриттям індустріального парка Höchst, Франкфурт. В індустріальному парку відкрита заправна станція Agip. Заправна станція працює з рідким і газоподібним воднем, природним газом, скрапленим нафтовим газом (LPG) і традиційним паливом. Водень постачається на заправну станцію по трубопроводу довжиною 1,7 км. Водень виробляється на заводі компанії Linde AG потужністю 30 млн м³ на рік і подається кінцевому споживачу як в рідкому, так і в газоподібному стані стисненому до 350 і 700 бар.
Agip відкрила аналогічний мультиенергетичний центр у Ломбардії. Водень виробляється на заправній станції із природного газу, а також може постачатись із хімічних виробництв. Кінцевий споживач отримує продукт у газоподібному стані з тиском 300 бар.
У проєкті беруть участь 16 партнерів із 4 країн Європейського Союзу. Координатор проєкту енергетична компанія Eni.
Партнери проєкту: Linde AG, Daimler, Agip, Eni S.p.A, університети та інститути Італії, Швеції і Данії.
Мета Європейської комісії до 2020 року — 5 % автомобільного транспорту перевести на водневе паливо.